# Stay the Night (canción de James Blunt)
«Stay the Night» es un sencillo del cantautor británico James Blunt. Fue lanzado como el primer sencillo de su tercer álbum de estudio, Some Kind of Trouble, el 25 de octubre de 2010. La canción fue un éxito en la lista ARIA, siendo su primer top ten en Australia desde Goodbye My Lover (2005), y consiguiendo su segundo número uno en las listas de Suiza.

## Antecedentes
"Stay the Night" fue escrita después de que Blunt dijese que estaba "cansado de escribir canciones de autocompasión". En una entrevista con STV, Blunt declaró: "Después del último tour intenté escribir en el piano, pero me estaba repitiendo, escribiendo canciones tristes sobre el pobre antiguo yo. Necesitaba alejarme de la música por un tiempo. Mis nuevas canciones, sobre todo "Stay the Night", son más optimistas." Una parte de la letra de la canción hacen referencia al clásico de Bob Marley, "Is This Love", por lo que fue acreditado como compositor de la canción.

## Actuaciones en directo
Blunt interpretó la canción en directo por primera vez en el concierto benéfico Help for Heroes en Twickenham el 12 de septiembre de 2010. Blunt la interpretó en The Ellen DeGeneres Show el 9 de febrero de 2011.

## Recepción de la crítica
La canción recibió reseñas positivas. Ryan Brockington del New York Post dijo que era una canción "muy alegre y marchosa", comparándola a "Hey, Soul Sister" de Train.

## Lista de canciones
CD promocional
1. "Stay the Night" – 3:34
2. "Stay the Night" (Instrumental) – 3:34

CD1
1. "Stay the Night" – 3:34
2. "Stay the Night" (Wideboys Remix) – 6:05

CD2
1. "Stay the Night" – 3:34
2. "Stay the Night" (Acústico) – 3:33
3. "Stay the Night" (Fred Falke Remix) – 7:25
4. "Stay the Night" (Buzz Junkies Remix) – 4:52
5. "Stay the Night" (Video musical)

## Posicionamiento en listas
| Lista (2010)                          | Posición máxima |
| ------------------------------------- | --------------- |
| Alemania (Offizielle Deutsche Charts) | 4               |
| Australia (ARIA)                      | 10              |
| Austria (Ö3 Austria Top 40)           | 6               |
| Bélgica (Flandes) (Ultratop 50)       | 7               |
| Bélgica (Valonia) (Ultratop 50)       | 4               |
| Canadá (Canadian Hot 100)             | 53              |
| Dinamarca (Airplay danés)             | 9               |
| España (Top 100 Canciones)            | 26              |
| Estados Unidos (Billboard Hot 100)    | 94              |
| Estados Unidos (Adult Top 40)         | 28              |
| Estados Unidos (Adult Contemporary)   | 30              |
| Europa (Euro Digital Songs)           | 16              |
| Finlandia (OFC)                       | 19              |
| Francia (SNEP)                        | 31              |
| Irlanda (IRMA)                        | 40              |
| Italia (FIMI)                         | 3               |
| México (Mexico Ingles Airplay)        | 12              |
| Nueva Zelanda (Recorded Music NZ)     | 13              |
| Países Bajos (Dutch Top 40)           | 5               |
| Reino Unido (UK Singles Chart)        | 26              |
| República Checa (Rádio Top 100)       | 50              |
| Suecia (Sverigetopplistan)            | 44              |
| Suiza (Schweizer Hitparade)           | 1               |

| País          | Organismo certificador | Certificación | Ref.   |
| ------------- | ---------------------- | ------------- | ------ |
| Alemania      | BVMI                   | Oro           | [ 28 ] |
| Australia     | ARIA                   | Platino       | [ 29 ] |
| Italia        | FIMI                   | Oro           | [ 30 ] |
| Nueva Zelanda | RIANZ                  | Oro           | [ 31 ] |